# Бразил на Светском првенству у атлетици у дворани 2018.
Бразил је на 17. Светском првенству у атлетици у дворани 2018. одржаном у Бирмингему од 1. до 4. марта учествовао седамнаести пут, односно учествовао је на свим првенствима до данас. Репрезентацију Бразила представљало је 7 такмичара (4 мушкараца и 3 жена), који су се такмичили у 6 дисциплина (4 мушке и 2 женске).,
На овом првенству такмичари Бразила освојили су једну медаљу, сребрну. Овим успехом Бразил је делила 18 место у укупном пласману освајача медаља. Поред тога оборен је 1 национални и 4 лична рекорда.
У табели успешности према броју и пласману такмичара који су учествовали у финалним такмичењима (првих 8 такмичара) Бразил је са 3 учесника у финалу делио 14. место са 15 бодова.
| Плас. | Земља  | 1. место | 2. место | 3. место | 4. место | 5. место | 6. место | 7. место | 8. место | Бр. финал. | Бод. |
| ----- | ------ | -------- | -------- | -------- | -------- | -------- | -------- | -------- | -------- | ---------- | ---- |
| 14.   | Бразил | 0        | 1        | 0        | 1        | 0        | 1        | 0        | 0        | 3          | 15   |

## Учесници
| Мушкарци: - Габријел Константино — 60 м препоне - Тијаго Браз да Силва — Скок мотком - Алмир дос Сантос — Троскок - Даријан Романи — Бацање кугле | Жене: - Росанжела Сантос — 60 м - Виторија Кристина Роза — 60 м - Нубиа Соарес — Троскок |  |

## Освајачи медаља (1)

### сребро(1)
- Алмир дос Сантос — Троскок

## Резултати

### Мушкарци
| Атлетичар            | Дисциплина   | Лични рекорд | Квалификације     | Квалификације | Полуфинале | Полуфинале | Финале   | Финале      | Детаљи |
| Атлетичар            | Дисциплина   | Лични рекорд | Резултат          | Место         | Резултат   | Место      | Резултат | Место       | Детаљи |
| -------------------- | ------------ | ------------ | ----------------- | ------------- | ---------- | ---------- | -------- | ----------- | ------ |
| Габријел Константино | 60 м препоне | 7,60         | 7,72 КВ           | 4. у гр. 3    | 7,61 КВ    | 4. у гр. 2 | 7,71     | 6 / 37 (38) |        |
| Тијаго Браз да Силва | Скок мотком  | 5,93 НР      |                   |               |            |            | 5,60     | 12 / 15     |        |
| Алмир дос Сантос     | Троскок      | 17,37        | 17,41 ЛР          |               |            |            |          |             |        |
| Даријан Романи       | Бацање кугле | 18,50        | 21,37 ЈАР, НР, ЛР | 4 / 16        |            |            |          |             |        |

### Жене
| Атлетичарка            | Дисциплина | Лични рекорд | Квалификације | Квалификације | Полуфинале            | Полуфинале            | Финале                | Финале  | Детаљи |
| Атлетичарка            | Дисциплина | Лични рекорд | Резултат      | Место         | Резултат              | Место                 | Резултат              | Место   | Детаљи |
| ---------------------- | ---------- | ------------ | ------------- | ------------- | --------------------- | --------------------- | --------------------- | ------- | ------ |
| Росанжела Сантос       | 60 м       | 7,17 НР      | 7,32          | 4. у гр. 2    | Нису се квалификовале | Нису се квалификовале | Нису се квалификовале | 25 / 47 |        |
| Виторија Кристина Роза | 60 м       | 7,27         | 7,39 (.387)   | 5. у гр. 5    | Нису се квалификовале | Нису се квалификовале | Нису се квалификовале | 33 / 47 |        |
| Нубиа Соарес           | троскок    | 14,56 о      |               |               |                       |                       | 14,00 ЛРС             | 9 / 17  |        |